# HCS Technology
HCS Technology (oorspronkelijk afkorting van Holec Control Systems) was een Nederlands automatiseringsbedrijf.

## Geschiedenis
Het bedrijf werd in 1984 opgericht toen oprichter Jan Kuijten het onderdeel Control Systems kocht van het bedrijf Holec. Kuijten zag kansen op het gebied van de automatisering. In december 1986 werd een deel van de aandelen op de effectenbeurs gebracht. De introductieprijs was 14 gulden per aandeel en negen miljoen aandelen werden geplaatst. HCS was de grootste beursintroductie sinds jaren. De beleggers reageerden positief en Kuijten verkocht de helft van zijn belang en incasseerde zo'n 140 miljoen gulden. In maart 1987 presenteerde HCS Technology een nettowinst van 14,6 miljoen gulden bij een omzet van ƒ 177 miljoen, er waren 410 medewerkers.
In 1988 kocht Kuijten het automatiseringsbedrijf Microlife van Willem Smit. Kuijten kocht Microlife en verkocht het met winst door aan HCS. Over de hoogte van deze winst bestond verschil van inzicht, Kuijten noemde zelf ƒ 7,5 miljoen, maar aandeelhouders noemden een bedrag van ƒ 40 miljoen, dat ten koste ging van HCS. Aandeelhouders waren niet te spreken over deze transactie en achteraf gaf de HCS-directie toe dat Microlife te duur was gekocht. In februari 1989 maakte Kuijten zijn opvolger bekend als bestuursvoorzitter van HCS, Huub van den Boogaard. Kuijten werd president-commissaris en kreeg tot taak de uitbouw van de activiteiten buiten Nederland.
In 1989 kocht HCS een belang in Colorocs. Dit Amerikaanse bedrijf had een wereldpatent voor een zelf ontwikkelde goedkope kleurenkopieerapparaat en kleurenprinter die het Japanse Sharp in productie had genomen. HCS kreeg met de koop het recht de kleurencopiërs exclusief in Europa te distribueren. Colorocs had verder een aandelenbelang van 57% in Savin, een distributeur van kopieermachines, telefaxen, gewone- en kleurenprinters in de Verenigde Staten en Canada. Savin was een grote partij met 2000 werknemers en een jaaromzet van 365 miljoen dollar.
In 1989 realiseerde HCS een winst van ƒ 45 miljoen op een omzet van ƒ 524 miljoen.
In 1989 trad Kuijten af als president-commissaris van HCS, en tegen het einde van 1990 had hij al zijn aandelen HCS verkocht. Het geld had hij nodig voor de koop van de distributie-activiteiten van Nashua. Het idee achter deze koop was een combinatie van Nashua-distributie, Savin en HCS te vormen. De koop van het Nashua onderdeel vond geen doorgang. De koop van Savin mondde uit in een financieel debacle.
In de jaren 90 ging het slechter met het bedrijf. In april 1991 maakte HCS een winst van ƒ 15,7 miljoen bekend over 1990, in december 1990 maakte de directe nog melding van een verwachtte winst van ruim ƒ 55 miljoen. De daling werd veroorzaakt door een lager bedrijfsresultaat, herstructureringskosten en ontwikkelingskosten. De koers van het aandeel kelderde, maar het werd nog slechter. Over 1991 werd een recordverlies geleden van ƒ 411 miljoen op een omzet van ƒ 929 miljoen. In juni 1992 werden de aandelen HCS uit de officiële notering van de Amsterdamse effectenbeurs gehaald. Op 8 september 1992 werd surséance verleend. Al snel kwamen de bewindvoerders tot de conclusie dat de toestand van de boedel zodanig slecht was dat faillissement werd aangevraagd en toegestaan.

## HCS-affaire
Net zoals bij de RDM-affaire in 1991, werd grootaandeelhouder Joep van den Nieuwenhuyzen in oktober 1994 veroordeeld tot een halfjaar cel en een boete van honderdduizend gulden, wegens handel met voorkennis in aandelen HCS.
Deze uitspraak werd door de Hoge Raad op 27 juni 1995 vernietigd. Het gerechtshof te Den Haag sprak hem daarna (1996) vrij. Zijn schadeclaim diende hij in via de daarvoor opgerichte Stichting Begaclaim (1997). Tevens werden de Begemann-aandelen gesplitst in een A- en een B-aandeel, waarbij de B-aandelen onder de naam 'Begaclaim' de claim vertegenwoordigden. De claim werd echter in september 2004 afgewezen. In januari 2005 besloot Begaclaim tegen de uitspraak in cassatie te gaan, maar in 2007 werd de procedure afgeblazen.